# فالنتينا أكوستا غيرالدو
فالنتينا أكوستا غيرالدو (مواليد 19 أبريل 2000) هي نبالة كولومبية، شاركت في أولمبياد 2020.

## روابط خارجية
- فالنتينا أكوستا غيرالدو على موقع الاتحاد الدولي للرماية بالسهام (الإنجليزية)
- فالنتينا أكوستا غيرالدو على موقع اللجنة الأولمبية الدولية (الإنجليزية)
- فالنتينا أكوستا غيرالدو على موقع أوليمبيديا (الإنجليزية)